# Cantó d'Angers-Trélazé
El cantó d'Angers-Trélazé és una antiga divisió administrativa francesa del departament de Maine i Loira, situat al districte d'Angers. Té 5 municipis i el cap es Angers. Va desaparèixer el 2015.

## Municipis
- Andard
- Angers (part)
- Brain-sur-l'Authion
- Sarrigné
- Trélazé

## Història
| Data d'elecció                           | Identitat       | Partit  | Qualitat |
| ---------------------------------------- | --------------- | ------- | -------- |
| 1973-1998                                | Hubert Grimault | UDF-CDS |          |
| 1998-2007                                | Marc Goua       | PS      |          |
| 2007-2015                                | Grégory Blanc   | PS      |          |
| les dades anteriors no són pas conegudes |                 |         |          |
|                                          |                 |         |          |

## Demografia
| A partir de 1990: Població sense dobles comptes |